# Éditions Allia
Éditions Allia es una editorial francesa fundada en 1982 por Gérard Berréby·. La sede social se encuentra en el número 16 de la rue Charlemagne en el Cuarto distrito de París.

## Historia y línea editorial
Gérard Berréby, fundador de Allia, nace en 1950 en Túnez. Llega a Francia con su familia en 1965. Participa en la revuelta de Mayo 68 y descubre la Internacional situacionista. Berréby atraviesa los años 1970 ejerciendo diversos pequeños empleos, viajando a través de Europa y viviendo de forma bohemia. Lee los libros de la editorial Champ libre que le inspiran para crear la editorial Allia en 1982.
Durante sus seis primeros años de existencia, Allia tan solo publica una decena de libros. Es a partir de 1988 que empieza a crecer, con la publicación de Histoire de ma fuite de Casanova. Durante los veinte años siguientes, la editorial publica alrededor de 400 libros.
Buena parte de su producción editorial está impregnada por el tema de la revuelta, sea con las revoluciones políticas (Karl Marx o Boris Souvarine), las vanguardias artísticas de principios del siglo XX (Dada, Mijaíl Lariónov o Raoul Hausmann), la Internacional situacionista (Guy Debord, Michèle Bernstein, Ralph Rumney), la estética del rock (Nick Tosches o Nik Cohn) y también la distopía contemporánea (Bruce Bégout, Mike Davis, Michel Bounan o Francesco Masci). En 2002, Rapport sur moi de Grégoire Bouillier es galardonado con el Prix de Flore.
La editorial también publica obras que revelan lo que se encuentra más allá de las apariencias y obras olvidadas:  libros eróticos (Pietro Aretino o Pierre Louÿs), escritos clandestinos (Maurice Joly, Henri Rollin), testimonios anónimos (Vive les voleurs !).
En 2018, el catálogo contiene más de 800 títulos (500 en 2014).
El nombre de la editorial es el mismo que el de una marca de inodoros, bidés y urinarios, en referencia a la Fuente de Marcel Duchamp.